# Силикатный (Марий Эл)
Силика́тный — посёлок в Медведевском районе Республики Марий Эл России. Административный центр Кундышского сельского поселения. Численность населения — 1639 (2020) человек.

## Географическое положение
Посёлок расположен на автомобильной дороге федерального значения А295 Йошкар-Ола — Зеленодольск — автодорога М7 «Волга», в 38 километрах на юго-восток от административного центра республики Йошкар-Олы. На северо-востоке граница посёлка проходит по железной дороге Зелёный Дол — Яранск.

## История
С 1929 года, начала функционирования железной дороги Зелёный Дол — Йошкар-Ола, появилась железнодорожная станция 71-й км. Здесь было 2 домика. Вблизи станции образовалось поселение, начались лесоразработки. В 1938 году построили 3 барака, в двух жили присланные для работ заключенные, а в третьем — первые жители посёлка.
В 1946 году в окрестностях образовавшегося поселка начались торфоразработки. Появилась первая улица, носящая и поныне название Торфяная. Строительство тупика для перевозки торфа началось в 1947 году и завершилось в 1948 году.
В 1947 году руководство Марийской АССР обратилось в Госплан РСФСР с просьбой разрешить строительство завода по производству силикатного кирпича мощностью 30 миллионов штук в год. В 1949 году был сделан проект, а в 1951 году началось строительство завода. Завод строился в течение пяти лет. 26 марта 1956 года Государственная комиссия приняла в эксплуатацию Марийский завод силикатного кирпича с проектной мощностью 58 миллионов штук кирпича в год. Большая реконструкция завода прошла в 1987 году. Завод выпускает ныне до 156 миллионов штук кирпича в год. Марийский завод силикатного кирпича стал производственным предприятием республиканского значения и основой для образования и развития посёлка Силикатный.
Параллельно со строительством завода рос и посёлок, получивший в 1951 году название Силикатный. Построены дома барачного типа, открыта начальная школа, разместившаяся в маленьком деревянном доме с двумя классными комнатами. В 1951 году школу и открывшийся медицинский пункт разместили в двухэтажном здании. В 1956 году посёлок Силикатный Семёновского района входил в состав административного подчинения Суслонгерскому поселковому совету. 1 июня 1956 года решением Президиума Верховного Совета Марийской АССР Силикатный отнесён к категории рабочих поселков. В 1956 году здесь проживали 1476 человек, из них 608 рабочих, 84 служащих. В этот период на заводе силикатного кирпича работали 432 человека, на торфопредприятии — 175 человек. В 1958 году открылся в посёлке детский сад. В связи с ростом населения в 1961 году построено новое здание детского сада, открыт стационар больницы на 25 коек.
В связи с наличием промышленных предприятий союзно-республиканского значения, отдалённостью от Суслонгерского поссовета и благодаря росту населения, возникла необходимость образования Силикатного поселкового совета. 13 января 1965 года образован Кундышский сельский совет Йошкар-Олинского городского совета с центром в посёлке Силикатном.
К 1972 году на территории Силикатного действовали библиотека, фельдшерско-акушерский пункт, павильон бытового обслуживания, баня, автостанция. Семилетняя школа преобразована в среднюю. В связи с засушливым и ветреным летом 1972 года массово горели леса. Лесные пожары почти вплотную подступали к посёлку, дети были эвакуированы в Йошкар-Олу. Дома посёлка не пострадали.
В 2000 году было открыто новое здание средней школы.

## Население
| 2010  | 2011  | 2012  | 2013  | 2015  | 2017  | 2018  |
| ----- | ----- | ----- | ----- | ----- | ----- | ----- |
| 1990  | ↗2016 | ↗2035 | ↗2094 | ↗2121 | ↘2102 | ↘2101 |
| 2019  | 2020  |       |       |       |       |       |
| ↘2088 | ↘1639 |       |       |       |       |       |

Национальный состав
| № |         | Численность населения, чел. (2017) | % от всего |
| - | ------- | ---------------------------------- | ---------- |
|   | всего   | 2102                               | 100,00 %   |
| 1 | Русские | 1436                               | 69,89 %    |
| 2 | Марийцы | 453                                | 21,13 %    |
| 3 | Татары  | 110                                | 5,11 %     |
| 4 | Чуваши  | 65                                 | 1,19 %     |
|   | другие  | 38                                 | 2,68 %     |

## Экономика

### Промышленность
- Марийский завод силикатного кирпича.

### Транспорт
- Железнодорожная станция Кундыш.

## Культура и образование

### Образование
- Средняя общеобразовательная школа п. Силикатный. Построена в 2000 году.
- Силикатный детский сад «Малыш».

### Культура
- Силикатный культурно-досуговый центр.
- Библиотека п. Силикатный.

## Здравоохранение
- Силикатная амбулатория Медведевской центральной районной больницы.